# 村の鍛冶屋
「村の鍛冶屋」（むらのかじや）は、日本の童謡。文部省唱歌。

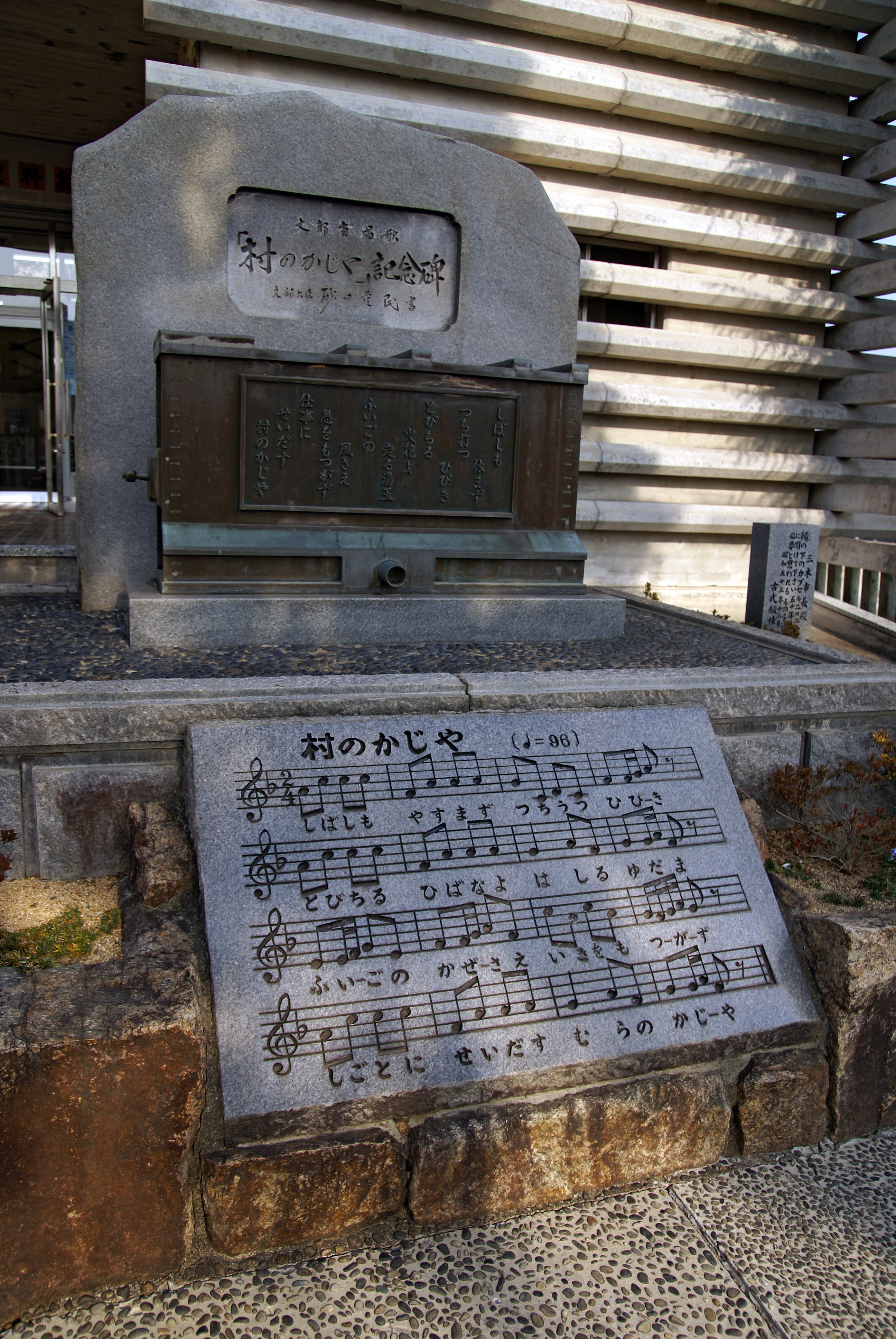
唱歌「村のかじや」記念碑（三木市立金物資料館）

## 概要
作詞者・作曲者ともに不詳。初出は1912年（大正元年）12月「尋常小学唱歌（四）」。歌詞が当初のものから時代により書き換えられながら、長く全国の小学校で愛唱されてきた。
だが昭和30年代頃から農林業が機械化するにつれ野道具の需要が激減し、野鍛冶は成り立たなくなって次第に各地の農村から消えていく。鍛冶屋が作業場で槌音を立てて働く光景が、児童には想像が難しくなった昭和52年には文部省の小学校学習指導要領の共通教材から削除された。以後、教科書出版社の音楽教科書から消えはじめ、昭和60年にはすべての教科書から完全に消滅した。
道具屋で販売する刃物を製造する工場はあり、町の鍛冶屋は非常に少なくなっているが日本各地に残っており、地元の農家も支えている。

## 歌詞
以下がオリジナルの歌詞である。
一、

暫時も止まずに槌打つ響

飛び散る火の花　はしる湯玉

ふゐごの風さへ息をもつがず

仕事に精出す村の鍛冶屋

二、

あるじは名高きいつこく老爺

早起き早寝の病知らず

鐵より堅しと誇れる腕に

勝りて堅きは彼が心

三、

刀はうたねど大鎌小鎌

馬鍬に作鍬　鋤よ鉈よ

平和の打ち物休まずうちて

日毎に戰ふ　懶惰の敵と

四、

稼ぐにおひつく貧乏なくて

名物鍛冶屋は日日に繁昌

あたりに類なき仕事のほまれ

槌うつ響にまして高し

## 歌詞の由来
大正2年6月9日発行の教師用の説明書である吉丸一昌閲『歌詞評釈』に以下の説明がある。
「讀本」とは、1903(明治36) 年4月、小学校令の改正により定められた小学校用の国定教科書である「尋常小学讀本」を指す。「かぢや」とは、以下の記事である。

## 歌詞の変遷
農具など野道具や山道具を製作する職人を「野鍛冶」と呼ぶ。この歌の主人公である老職人も、歴史に名が残るような刀鍛冶ではなく、地域の農民とともに生きる無名の野鍛冶である。しかし彼は武勇のための兵器ではなく、民衆が平和時に生産に励むための農器具を鍛える自己の職業をかえって大いに誇りとし、勤勉に日々の労働に没頭している光景が初出時におけるこの唱歌の描く情景であった。
だが1942年（昭和17年）3月刊の「初等科音楽（二）」に収録の際には、平和を歌う三番以降の歌詞の後半が戦時下の国策に不適当として教科書から削除され、戦後も復活することがなかった。また、一番の「しばしもやまずに」が「休まず」へ、「飛び散る火の花」が「飛び散る火花よ」へ、二番の「あるじは名高きいつこく老爺」が「あるじは名高いいっこく者よ」などと変更された（「いっこくもの:一刻者」は「一徹者」と同義。頑固おやじの意）。
そして戦後の昭和22年には文語調が子供には難しいとの理由から、題名が「村のかじや」と平仮名表記にされるとともに、「刃物」が「鋤鍬（すきくわ）」と変更されるなどさらに手が加えられ、最終的な歌詞は以下のようになった。用語を平易なものに書き換え、特に歌の後半部分が切り落とされたことで、本来の歌の核心であった平和賛歌・労働賛歌としての性格が失われた改変過程には異論もある。
昭和17年の改定後の歌詞
一、
しばしも休まず槌打つ響
飛び散る火花よ　はしる湯玉
ふゐごの風さへ息をもつがず
仕事に精出す村の鍛冶屋
二、
あるじは名高いいっこく者よ
早起き早寝のやまひ知らず
鐵より堅いとじまんの腕で
打ち出す刃物に心こもる
昭和22年改定後の最終的な歌詞
一、
しばしも休まず槌うつ響き
飛びちる火花よ　はしる湯玉
ふいごの風さえ息をもつがず　　
仕事にせい出す村のかじ屋
二、
あるじは名高い働きものよ
早起き早寝のやまい知らず
永年きたえたじまんの腕で
うち出す鋤鍬　心こもる

## 各地の歌碑、その他
- 兵庫県三木市は古くから金物生産が発展した土地であり、地域の先人の姿をいきいきと描くこの唱歌の消滅を惜しんで、1978年（昭和53年）同市「三木市立金物資料館」の敷地に歌碑「村のかじやの碑」が設置されている。またかつて鎌の生産地であった長野県上水内郡信濃町柏原付近の国道18号脇にも地元有志による歌碑がある。
- JR西日本北陸本線、小浜線、七尾線、JR東日本信越本線などの一部の駅で列車接近（到着・通過）メロディとして使用されている。
- 東武鉄道伊勢崎線太田駅では、一部ホームで出発信号機が開通した際にこのメロディが流れる。
- 宇都宮競馬場（2005年廃止）では、レースの馬券の発売締切3分前になるとこのメロディ（ただし、かなりテンポが速い）が馬券の発売終了まで流れていた。
- キッコーマンの「デリシャスソース」のCMでは、一時期この曲の替え歌が使用されていた。
- スモールワールド音楽隊では、7時の時報のメロディーとして使われている。